# Bernardo O’Higgins
Bernardo O’Higgins (Chillán, 1778. augusztus 20. – Lima, 1842. október 24.) chilei nemzeti hős, hadvezér, a Spanyolországgal szembeni függetlenségi háború hadvezére, később Chile politikai vezetője.

## Pályafutása

### Ifjúsága
Bernardo O'Higgins Chillánban született Ambrosio O'Higgins, Concepción akkori polgármesterének törvénytelen fiaként. Apja később Chile kormányzója és Peru alkirálya lett. Édesanyja Isabel Riquelme volt.
Fiatalon anyja családjával élt. Apjával távolságtartó volt a kapcsolata, bár az anyagilag támogatta és gondoskodott az oktatásáról. Abban az időben a spanyol kormánytisztviselőknek tilos volt helyi nőket feleségül venniük.
Amikor Ambrosio O'Higgins lett Peru alkirálya, Bernardót Londonba küldte, hogy befejezze tanulmányait. O'Higgins dél-amerikai függetlenségpártiak körébe került, és többek között megismerkedett a venezuelai Francisco de Mirandával. A fiatal O'Higgins csatlakozott a Lautaro szabadkőműves páholyhoz.

### A függetlenségi háborúban
1810-től a chilei függetlenségi harcosok egyike volt. 1813-ban a mozgalom fegyveres erőinek parancsnokává nevezték ki. 1814-ben vereséget szenvedett a rancaguai csatában, és Argentínába kellett menekülnie. Chilében ismét megerősödött a spanyol gyarmati hatalom.
1817-ben José de San Martín tábornokkal átvonult az Andokon, és a chacabucói csatában legyőzte a spanyolokat. A Cancha Rayadánál 1818-ban elvesztett csatában megsebesült a karján.
Az 1818. április 5-i maipúi csata hozta meg a végső győzelmet a chilei függetlenségi harcosok számára. A győztes José de San Martín nemzeti kormányt hozott létre. A chilei elnöki tisztséget azonban Bernardo O'Higgins javára visszautasította.

### Director Supremo
Az ország nemessége tette meg a független Chile első vezetőjévé. O’Higgins diktatórikus hatalmat kapott, és hozzá az ezt tükröző „Director Supremo” (Legfőbb Vezér) címet viselte. Hivatalát 1817. február 16-án foglalta el. 1818. február 12-én Talcában aláírta Chile függetlenségi nyilatkozatát.
Kormányzásának hat éve alatt katonai akadémiát alapított és bevezette az új chilei zászlót. Külpolitikailag támogatta San Martín perui hadjáratait, amelyek azonban sikertelenek voltak. Ezek a katonai vereségek, valamint radikális és liberális reformjai (a nemesség eltörlése, a földbirtokosok és az egyház hatalmának korlátozása) feldühítették a nagybirtokosokat és a konzervatívokat. 1823. január 28-án eltávolították a hatalomból.
O'Higgins perui száműzetésbe vonult, ahol 1842-ben Limában halt meg. Holttestét 1869-ben szállították haza Chilébe. Földi maradványai 1979 óta Santiago de Chilében, a La Moneda elnöki palota előtt, a Plaza de la Ciudadanía (Állampolgárság tere) legdélebbi részén található Altar de la Patria mauzóleumban nyugszanak.

## Fordítás
- Ez a szócikk részben vagy egészben  a   Bernardo O’Higgins című német Wikipédia-szócikk ezen változatának fordításán alapul.  Az eredeti cikk szerkesztőit annak laptörténete sorolja fel. Ez a jelzés csupán a megfogalmazás eredetét és a szerzői jogokat jelzi, nem szolgál a cikkben szereplő információk forrásmegjelöléseként.